# Rajon Grigoriopol

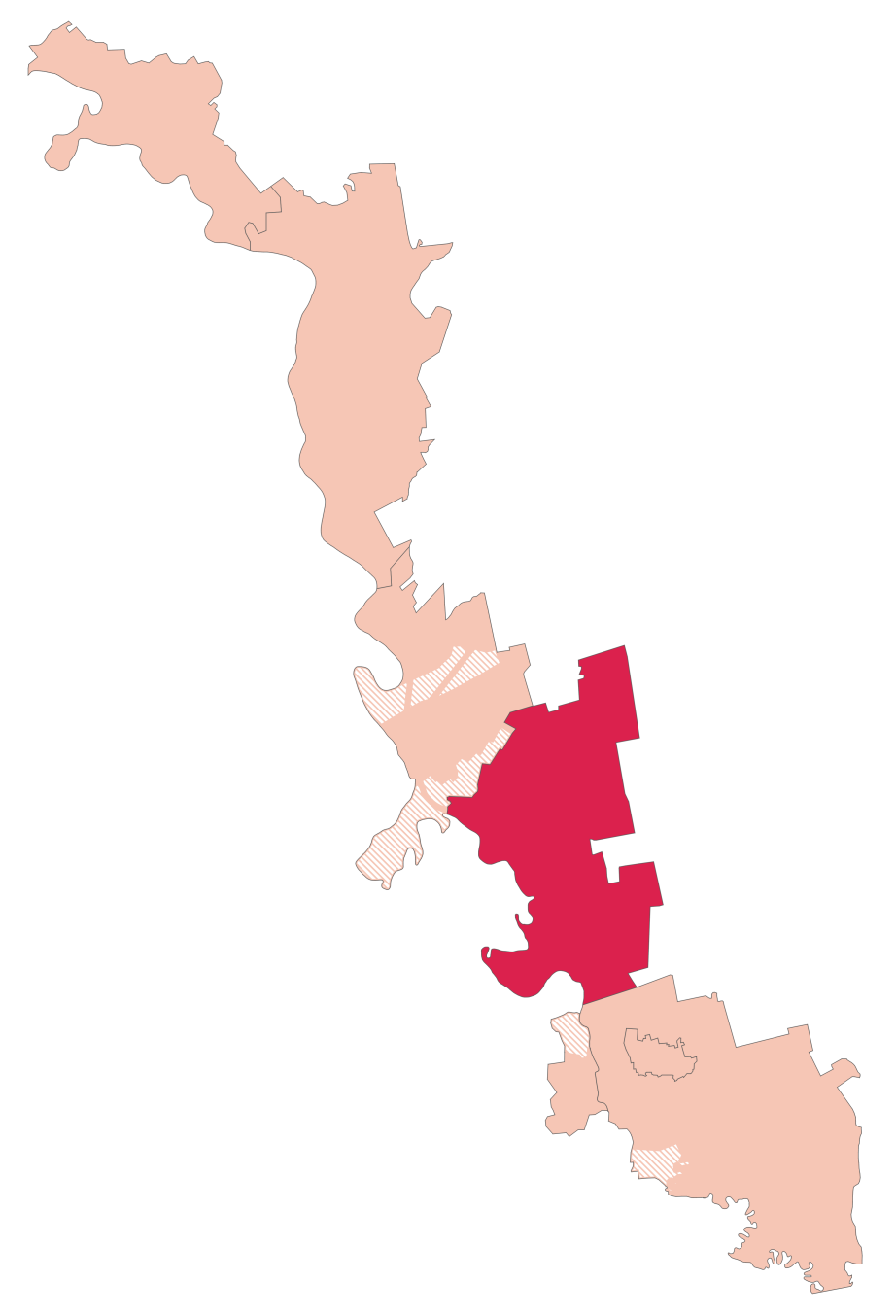
Der Rajon Grigoriopol innerhalb Transnistriens

Der Rajon Grigoriopol (russisch Григориопольский район / Grigoriopolski rajon: rumänisch Raionul Grigoriopol) ist einer der fünf Rajone des international nicht anerkannten Staats Transnistrien. Er umfasst eine Fläche von 822 km² und besitzt eine Bevölkerungszahl von 43.410 Menschen. Verwaltungshauptstadt ist die Stadt Grigoriopol. Die Region ist ländlich geprägt und vergleichsweise dünn besiedelt.
Die Bevölkerung setzte sich 2004 zu 64,8 % aus Moldauern, zu 17,4 % aus Ukrainern, zu 15,3 % aus Russen und zu 0,7 % aus Deutschen zusammen.